# Свято-Покровська церква (Мальці)
Свято-Покровська церква — дерев'яна церква УПЦ МП у селі Мальці Миргородського району Полтавської області.

## Історичні відомості
Найдавніші документальні підтвердження існування Покровської церкви в с. Мальці Миргородського полку (тепер Миргородського р-ну) відносяться до 1778. Це була дерев'яна, тридільна, однобанна споруда. Над центральною дільницею за допомогою парусів був встановлений світловий барабан з арковими вікнами і дерев'яною барочною покрівлею з металевим кованим позолоченим хрестом. У такому вигляді споруда проіснувала до 1876, коли була реконструйована і капітально відремонтована. Церкву поставлено на мурований цоколь. З північної і південної сторін прибудовано квадратні в плані приділи, що були прикрашені трикутними фронтонами та дерев'яними ґанками. До західної частини прибудовано двоярусну дзвіницю (не збереглася), перший ярус якої слугував головним входом до церкви і був прикрашений чотириколонним портиком з трикутним фронтоном. Дерев'яну покрівлю замінено на залізну, а дерев'яне барочне завершення центральної бані — на металеве, надавши йому шоломоподібної форми. До східної вівтарної частини прибудовано ризницю та паламарню.
У 1902 володіла 75,5 кв. саж. церковної землі, 0,25 дес. ріллі, 33 дес. руги. Діяли б-ка; у парафії — жіноча церковнопарафіяльна школа, земське народне училище, церковнопарафіяльне попечительство.
До парафії входили хутори: Маджариний, Заруддя. 1902 парафіян — 711 душ чоловічої, 704 душі жіночої статі; 1912 парафіян привілейованих станів — 41, міщан — 11, козаків — 1333, селян — 25.
Покровська церква проіснувала до 1933. Під час ремонту було порушено купол і знято дзвіницю. Відновила діяльність у 1945.

## Сучасність
У 1980-1990-х стараннями настоятеля В. Я. Грома зроблено капітальний ремонт храму, облаштовано подвір'я. У 2006 р. протоієрей Василій Гром отримав нагороду за багаторічне служіння Святій Христовій Церкві.
У новітній час громада зареєстрована 20.03.1992 за № 60. Для релігійних відправ використовує приміщення старої церкви. В огорожі храму зберігся невеликий старий цвинтар.